# Liste over hittittiske herskere
Hittitterne efterlod ingen liste over Hittittiske herskere, så viden om deres herskere og kronologien af deres regeringsperioder kan kun stykkes sammen af referencer fra de forskellige kendte tekster. Denne liste af Hittitiske herskere følger i store træk Bryce (1998), dog med brug af den korte kronologi i stedet for den mellemste (+64 år).

## Hattiske konger
| Hersker      | Periode                   | Slægt og begivenheder                  |
| ------------ | ------------------------- | -------------------------------------- |
| Pamba        | ca. tidlige 22nd årh fvt. | Konger af Hatti                        |
| Pithana      | ca. 17nd årh fvt          | Konge af Kussara, erobrer af Neša      |
| Piyusti      | ca. 17nde årh. fvt        | Konge af Hatterne, besejret af Anitta  |
| Anitta       | ca. 17nde årh. fvt        | Konge af Kussara, ødelægger af Hattusa |
| (Tudhaliya)  |                           | Oldefar til Hattusili I                |
| (PU-Sarruma) |                           | Søn af Tudhaliya                       |

## Gamle Rige
| Hersker                       | Periode                  | Slægt og vigtige begivenheder                                                            |
| ----------------------------- | ------------------------ | ---------------------------------------------------------------------------------------- |
| Labarna I                     | ca. 1600-1586 BC (short) | Iflg. traditionen rigets grundlægger                                                     |
| Hattusili I a.k.a. Labarna II | ca. 1586–1556 fvt.       | Nevø eller barnebarn af Labarna; måske den første hersker der igen bosatte sig i Hattusa |
| Mursili I                     | ca. 1556–1526 fvt.       | Barnebarn af Hattusili I; ødelagde Babylon, ca. 1531                                     |
| Hantili I                     | ca. 1526–1496 fvt.       | Svoger til Mursili I; dræbte Mursili I                                                   |
| Zidanta I                     | ca. 1496–1486 fvt.       | svigersøn til Hantili I; dræbte Hantili I's arving                                       |
| Ammuna                        | ca. 1486–1466 fvt.       | Søn af Zidanta I; dræbte sin far                                                         |
| Huzziya I                     | ca. 1466–1461 fvt.       | Søn af Ammuna?                                                                           |
| Telipinus                     | ca. 1460 fvt.            | svoger til Huzziya I; ranede Huzziya's trone fra ham                                     |

## Mellemste Rige
| Hersker     | Periode                     | Slægt og vigtige begivenheder                                        |
| ----------- | --------------------------- | -------------------------------------------------------------------- |
| Alluwamna   | ca. midten af 15th årh fvt. | svigersøn til Telipinu                                               |
| Hantili II  | ca. 1500-1450 fvt.          | Søn af Alluwamna                                                     |
| Tahurwaili  |                             | Tronraner. Herskede mellem Telipinu og Zidanta II, i en uvis period. |
| Zidanta II  |                             | Søn af Hantili II                                                    |
| Huzziya II  |                             | Søn af Zidanta II                                                    |
| Muwatalli I | ca. 1400 fvt.               | Tronraner; dræbte Huzziya II                                         |

## Ny Rige (Imperium)
| Hersker                       | Periode                     | Slægt og begivenheder                                                                             |
| ----------------------------- | --------------------------- | ------------------------------------------------------------------------------------------------- |
| Tudhaliya I                   | ca. tidlige 14nde årh. fvt. | Lineage is uncertain; perhaps a grandson of Zidanta II. Became king after Muwatalli I was killed. |
| Arnuwanda I                   |                             | svigersøn til Tudhaliya I                                                                         |
| Hattusili II (?)              |                             | usikker periode og længde                                                                         |
| Tudhaliya II                  | ca. 1360? – 1344 fvt.       | Søn af Arnuwanda (eller Hattusili II?)                                                            |
| Tudhaliya III "den Yngre"     |                             | Søn af Tudhaliya II; dræbt da hans far døde; måske aldrig hersker.                                |
| Suppiluliuma I                | ca. 1344–1322 fvt.          | Søn af Tudhaliya II (ellerHattusili II?); udvidede riget; nævnt i de egyptiske Amarna breve       |
| Arnuwanda II                  | ca. 1322–1321 fvt.          | Søn af Suppiluliuma                                                                               |
| Mursili II                    | ca. 1321–1295 fvt.          | Søn af Suppiluliuma                                                                               |
| Muwatalli II                  | ca. 1295–1272 fvt.(short)   | Søn af Mursili II; Slaget ved Kadesh, ca. 1274                                                    |
| Mursili III eller Urhi-Teshub | ca. 1272–1267 fvt.          | Søn af Muwatalli II                                                                               |
| Hattusili III                 | ca. 1267–1237 fvt.          | Søn af Mursili II; den Egyptisk-Hittitiske fredstraktat ca. 1258                                  |
| Tudhaliya IV                  | ca. 1237–1209 fvt.          | Søn af Hattusili III;                                                                             |
| Kurunta                       | ca. 1228–1227 fvt.          | Søn af Muwatalli II;                                                                              |
| Arnuwanda III                 | ca. 1209–1207 fvt.          | Søn af Tudhaliya IV                                                                               |
| Suppiluliuma II               | ca. 1207–1178 fvt.          | Søn of Tudhaliya IV; Hattusas ødelæggelse, ca. 1178                                               |

## Eksterne links
- Hittites.info